# Veszprém vármegyei múzeumok listája
Veszprém vármegyei múzeumok, tájházak listája:

## Múzeumok

### Veszprém
- Laczkó Dezső Múzeum (1951–1990 között „Bakonyi-ház” néven)
- Gizella-kápolna
- Gizella Királyné Múzeum
- Magyar Építőipari Múzeum (Főépület)
- Magyar Építőipari Múzeum Szabadtéri Gyűjteménye
- Magyar Építőipari Múzeum Téglagyűjteménye
- Művészetek Háza (Veszprém)
- Szent György-kápolna (Veszprém)
- Várkapu – Ásványkiállítás

### Más települések
Ajka
- Ajka Kristály Múzeum
- Bányászati Múzeum Őslény- és Kőzettár Erőmű Jubileumi Emlékház
- Városi Múzeum és Fotó Galéria

Alsóörs
- Soma Borút Borszaküzlet Múzeum
- Török-ház

Badacsony
- Badacsony és Vidéke Református Egyházközség
- Egry József Emlékmúzeum
- Szegedy Róza Ház

Bazsi
- Simon István Emlékház

Bakonyszentkirály
- Kovácsműhely

#### Balácapuszta (Nemesvámo) ésVeszprémfajszközött)
- Villa Romana Baláca[1] a  római kori villagazdaság

Balatonederics
- Afrika Múzeum

Balatonfüred
- Jókai Mór Emlékmúzeum
- Rádiómúzeum

Balatonkenese
- Ezerjó Bormúzeum és Pincegaléria
- Falumúzeum

Farkasgyepű
- Nemzetiségi Falumúzeum

Herend
- Porcelánművészeti Múzeum Alapítvány

Iszkáz
- Nagy László Emlékmúzeum

Kapolcs
- Falumalom Múzeum
- Kovácsműhely Múzeum és Lakóház
- Vörösmarty-ház

Kővágóörs
- Bajcsy-Zsilinszky Endre Emlékmúzeum

Monostorapáti
- Falumúzeum

Nagyvázsony
- Kinizsi Vár és Vármúzeum
- Postamúzeum

Örvényes
- Malommúzeum

Pápa
- Címermúzeum
- Kékfestő Múzeum
- Pápai Református Gyűjtemények

Sümeg
- Sümegi Vármúzeum
- Városi Múzeum

Szigliget
- Farkas István Emlékház

Szentkirályszabadja
- Radnóti Miklós Emlékház

Zirc
- Bakonyi Természettudományi Múzeum
- Mezőgazdasági Gépmúzeum
- Reguly Antal Múzeum és Népművészeti Alkotóház
- Zirci Ciszterci Apátság

Tapolca
- Iskolamúzeum
- Első Magyar Látványtár

Tihany
- Baba Múzeum
- Bencés Apátsági Múzeum

Tés
- Műemlék szélmalmok

Várpalota
- Gróf Sztáray Antal Bányászati Múzeum(Thury-vár)
- Magyar Vegyészeti Múzeum (Thury-vár)
- Trianon Múzeum (Zichy-kastély)

Veszprémfajsz
- Kerámiaműhely

## Tájházak
- Badacsonytomaj, Tájház
- Badacsonytördemic, Faluház, Teleház
- Balatonkenese, Tájház
- Paloznak, Tájház
- Öcs, Faluház – Időszaki Kiállítóhely
- Öskü, Tájház
- Sáska, Tájház
- Zánka, Tájház
- Városlőd, Nemzetiségi Tájház
- Várpalota, Fodor Sára Tájház

## Továbbiak
- Lovas: Őskőkori festékbánya